# Prix L'Honneur en action
Le prix L'Honneur en action (anciennement prix Honneur et Patrie) est un prix littéraire créé en 2004, sous la haute autorité du grand chancelier de la Légion d'honneur et avec le concours de la Société des membres de la Légion d’honneur (S.M.L.H). Remis chaque année, il couronne une œuvre (roman, essai, film, document, biographie) qui illustre la tradition et la modernité de la devise de l'ordre.

## Historique
Le prix est créé par la Société d'entraide des membres de la Légion d'honneur (SEMLH), pour récompenser une œuvre (roman, essai, film, document, biographie) illustrant « la tradition et la modernité de la devise du premier ordre national »,.
En 2022, à l'occasion des 30 ans de la SMLH, le prix qui était réservé à un membre de l'ordre est ouvert à tous et prend le nom de Prix « L’Honneur en action ».

## Liste des lauréats
- 2004 : Philippe de Gaulle pour De Gaulle, mon père., prix remis par Jacques Chirac[4],[5].
- 2005 : Jacques Laurent et Georges Longeret pour Les Combats de la RC 4[2].
- 2006 : Jacques Lusseyran pour Et la lumière fut et Dominique Lormier pour Comme des lions[6].
- 2007 : Jean-Pierre Tubergue pour Les 300 jours de Verdun[6].
- 2008 : R. de La Poype pour L'épopée du Normandie-Niémen[6].
- 2009 : Patrick de Gmeline pour Tom Morel et les résistants des Glières[7],[8].
- 2010 : Annette Becker pour Guillaume Apollinaire : une biographie de guerre[6].
- 2011 : Marie-France Bigeard, fille du général Marcel Bigeard pour Ma vie pour la France[9],[10].
- 2012 : Henri Bentégeat pour Aimer l’armée, une passion à partager[11].
- 2013 : Jean d'Amécourt pour Diplomate en guerre à Kaboul : les coulisses de l'engagement de la France[12].
- 2014 : François Sureau pour Le Chemin des morts[13].
- 2015 : Philippe de Villiers pour Le Roman de Jeanne d'Arc[14].
- 2016 : Malika Sorel pour Décomposition française : comment en est-on arrivé là ?[15],[16].
- 2017 : Michel Langlois pour Médecin du Raid[16].
- 2018 : Geneviève Haroche-Bouzinac pour La vie mouvementée d'Henriette Campan[16],[17].
- 2019 : Max Schiavon pour Weygand. L'intransigeant[16].
- 2020 : Elrick Irastorza pour La Tranchée des poncifs[16].
- 2021 : Nicolas Zeller pour Corps et Âmes[16].
- 2022 :
- 2023 :
- 2024 :

## Pour approfondir